# Hubert Fella

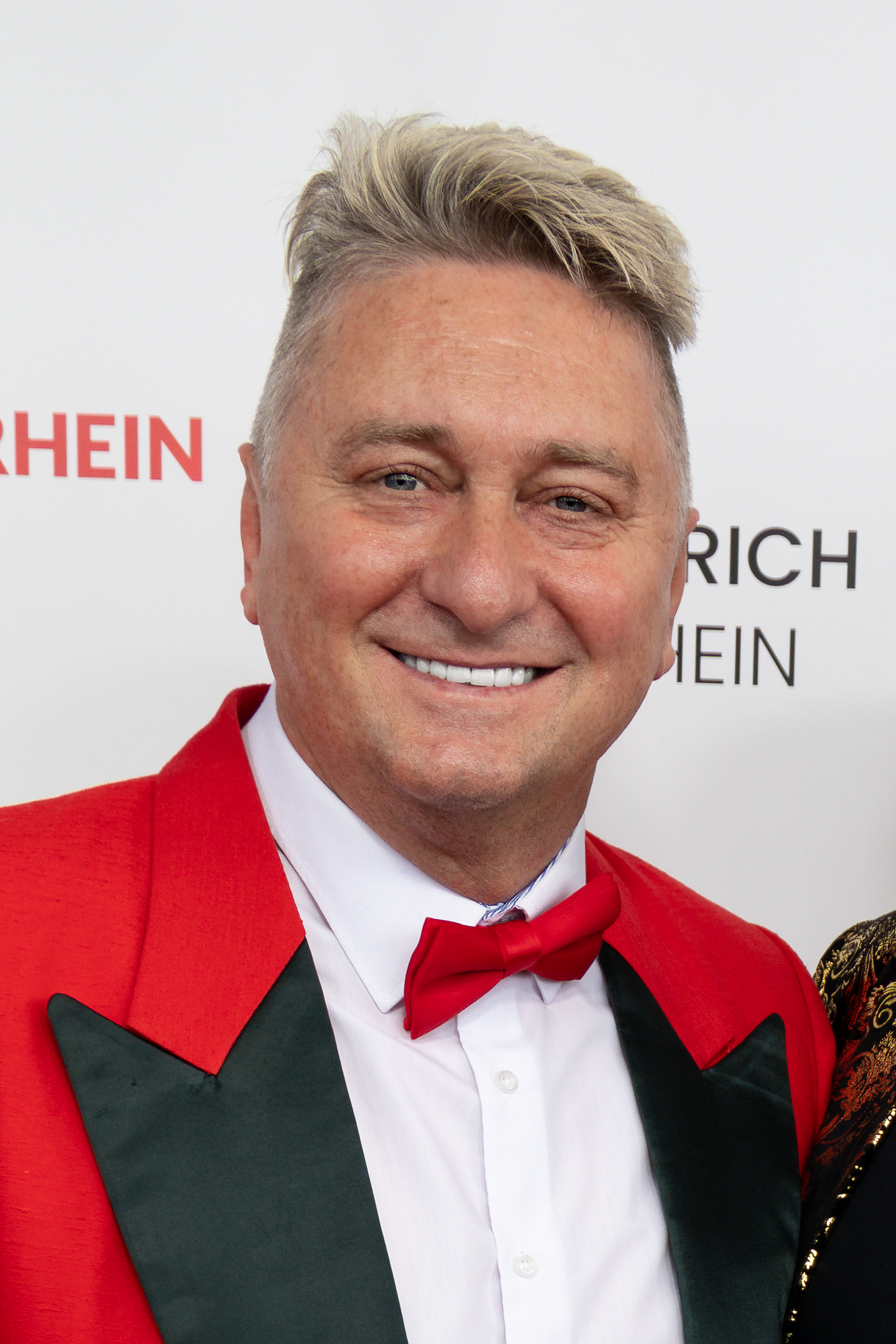
Hubert Fella (2023)

Hubert Wilhelm Fella (* 15. Januar 1968 in Hammelburg) ist ein deutscher Reality-TV-Teilnehmer.

## Leben
Bekanntheit erlangte Fella ab 2012 als Darsteller in der Doku-Soap Ab ins Beet! bei VOX und weiteren Serien, darunter in der seit 2016 ebenfalls auf VOX ausgestrahlten Doku-Soap Hot oder Schrott – Die Allestester. Mitte 2017 nahm Hubert Fella zusammen mit seinem Partner Matthias Mangiapane, mit dem er seit 2006 liiert und ab 2012 verlobt war, an der RTL-Produktion Das Sommerhaus der Stars – Kampf der Promipaare teil. Nach einem erneuten Heiratsantrag im Rahmen der Anfang 2018 auf RTL ausgestrahlten zwölften Staffel des Dschungelcamps folgte auf VOX die sechsteilige Doku-Soap Hubert & Matthias – Die Hochzeit, die das Paar bei den Hochzeitsvorbereitungen begleitete. Das Paar heiratete am 8. Mai 2018 auf Schloss Engers. Im Jahre 2019 nahm er an dem TV-Experiment Promis auf Hartz IV (RTL II) teil. Im Februar 2020 drehte er in Thailand auf Phuket Kampf der Realitystars – Schiffbruch am Traumstrand (RTL II). Im Sommer 2020 drehte er mit seinem Ehemann für die TV-Doku Plötzlich arm, plötzlich reich (Sat.1). Im Januar 2021 war er bei Die Festspiele der Reality Stars – Wer ist die hellste Kerze? (Sat.1) dabei. Im Januar 2021 drehte er mit seinem Mann Promis 7 Tage ohne ... (Sat.1). Im März war er bei der Talkshow Hinter den Kulissen mit Bernd Zehnter (TVMainfranken). Im April 2021 drehte er mit seinem Mann Das Supermarktquiz – Promis kaufen ein (RTL II). Durch den Gewinn der Sendung spendeten die Fellas die erspielte Gewinnsumme von 21.280 Euro an die Make-A-Wish-Foundation. Im Mai 2021 versteigerte Fella eine Eule in der Sendung Die Superhändler – 4 Räume, 1 Deal auf RTL.

## TV-Auftritte
- 2011–2012: Ab ins Beet! (VOX)

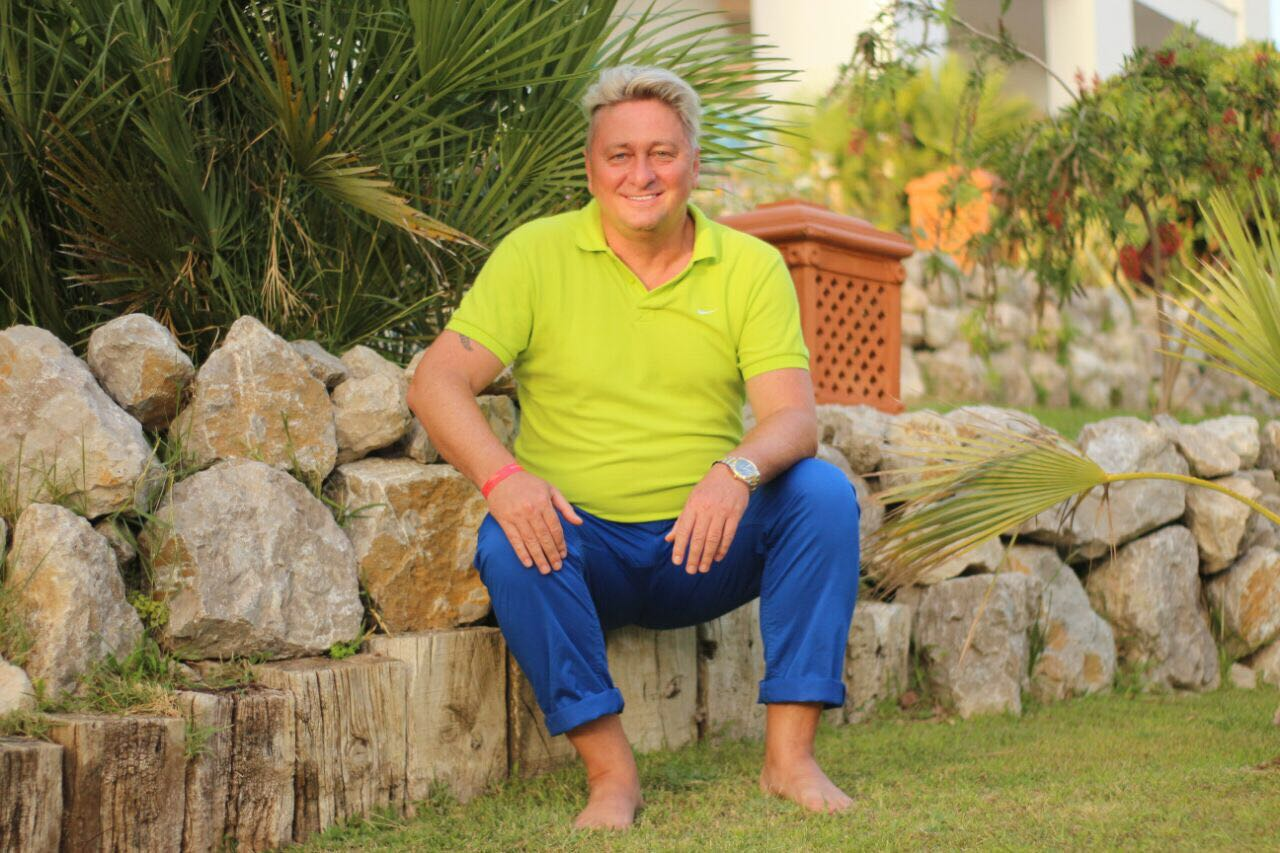
Hubert Fella (2017)

- 2012: Guinness – Die Show der Rekorde
- 2014: Die Schlagerstars
- seit 2016: Hot oder Schrott – Die Allestester (VOX)
- 2017: Das Sommerhaus der Stars – Kampf der Promipaare (RTL)
- 2017, 2018, 2022: Die ultimative Chartshow (RTL)
- 2018: Beat the Box (VOX)
- 2018: Hubert & Matthias – Die Hochzeit (VOX)
- 2018: Die Superhändler – 4 Räume, 1 Deal (RTL)
- 2018: RTL Spendenmarathon 2018 / Wir helfen Kinder (RTL)
- 2019: Promis auf Hartz IV (RTL II)
- 2019: Ich bin ein Star – Holt mich hier raus! – Die Stunde danach (RTLplus)
- 2019, 2020: Promis Privat (Sat.1)
- 2019: Das Sommerhaus von A bis Z – Die Highlights aus vier Staffeln (RTL)
- 2020: Kampf der Realitystars – Schiffbruch am Traumstrand (RTL II)
- 2020: Plötzlich arm, plötzlich reich (Sat.1)
- 2020: Promiboxen mit Matthias Mangiapane (Sat.1)
- 2020: Sat.1-Frühstücksfernsehen (Sat.1)
- 2020: Pocher – gefährlich ehrlich! (RTL)
- 2020: Nicht ohne mein Haustier (RTL)
- 2020: Deine Hochzeit (RTL II)
- 2020: Die ultimative Chart Show (RTL)
- 2021: Die Festspiele der Reality Stars – Wer ist die hellste Kerze? (Sat.1)
- 2021: Promis 7 Tage ohne... (Sat.1)
- 2021: Promis Privat (Sat.1)
- 2021: Hinter den Kulissen mit Bernd Zehnter (TVMainfranken)
- 2021: Das Supermarktquiz – Promis kaufen ein (RTL II)
- 2021: Die Superhändler – 4 Räume, 1 Deal (RTL)
- 2021/22: Hot oder Schrott – Die Allestester Spezial  (VOX)

## Diskografie
Album
- 2013: Die Fellas Comedy mit Lisbeth, Vol. 1

Singles
- 2012: Summ Summ Summ – Ich will Dich
- 2012: Ich will Spaß, ich geb Gas
- 2012: Wir tanzen unterm Regenbogen
- 2014: Geburtstagslied (Wir wünschen dir alles Gute)
- 2018: Die Ananas – Die Fellas feat. Olga Orange
- 2021: Insel der Liebe – Hubert Fella
- 2022: Eine neue Liebe ist wie ein neues Leben – Hubert Fella